# 管状滇紫草
管状滇紫草（学名：Onosma fistuloseum）是紫草科滇紫草属的植物，为中国的特有植物。分布于中国大陆的四川等地，生长于海拔1,600米至3,000米的地区，多生长于山坡灌丛或栎林下，目前尚未由人工引种栽培。